# Fringe
Fringe (no Brasil, Fronteiras) é uma série de televisão criada por J. J. Abrams (mesmo criador de Lost e Alias). A série tem uma mistura de Arquivo X e The Twilight Zone. Foi lançada em 9 de setembro de 2008.
Em 1 de outubro de 2008, foi anunciado a encomenda de uma temporada completa da série, que assim passou de 13 para 22 episódios, mas foi encurtada para 20 episódios, se encerrando em 12 de maio de 2009. A segunda temporada estreou nos Estados Unidos, em 17 de setembro de 2009.
Em 6 de março de 2010, a FOX renovou Fringe para sua terceira temporada, o que foi confirmado, em 8 de março. A série deveria continuar nas quintas, apesar da baixa audiência que vinha conseguido nesse horário. No mesmo dia, foi anunciado que seria uma temporada de 22 episódios, assim como a segunda temporada, e o episódio de estreia da nova temporada foi ao ar, em 23 de setembro de 2010.
Em 24 de março de 2011, o produtor-executivo da FOX anunciou em seu perfil do Twitter a renovação da série para a quarta temporada. E logo depois foi dada a informação de que seria uma temporada completa de 22 episódios.
Em 26 de abril de 2012, a FOX renovou a série para sua quinta e última temporada, contendo 13 episódios.
Os dois últimos episódios da série foram exibidos originalmente pelo canal FOX, em 18 de janeiro de 2013.

## Personagens
| Personagem | Personagem | Personagem | Personagem |
| ---------- | ---------- | ---------- | ---------- |
|            | Principal  |            | Recorrente |

| Ator           | Personagem        | Ocupação                                                                | Temporadas | Temporadas | Temporadas | Temporadas | Temporadas |
| Ator           | Personagem        | Ocupação                                                                | 1          | 2          | 3          | 4          | 5          |
| -------------- | ----------------- | ----------------------------------------------------------------------- | ---------- | ---------- | ---------- | ---------- | ---------- |
| Anna Torv      | Olivia Dunham     | Agente da Divisão Fringe do FBI                                         |            |            |            |            |            |
| Joshua Jackson | Peter Bishop      | Cientista (filho Dr. Walter Bishop)                                     |            |            |            |            |            |
| John Noble     | Walter Bishop     | Cientista                                                               |            |            |            |            |            |
| Lance Reddick  | Phillip Broyles   | Agente do Departamento de Segurança Interna / Diretor da Divisão Fringe |            |            |            |            |            |
| Jasika Nicole  | Astrid Farnsworth | Agente júnior do FBI (técnica de laboratório)                           |            |            |            |            |            |
| Blair Brown    | Nina Sharp        | COO da Massive Dynamic                                                  |            |            |            |            |            |
| Mark Valley    | John Scott        | Agente do FBI ("agente duplo")                                          |            |            |            |            |            |
| Kirk Acevedo   | Charlie Francis   | Agente do FBI / agente da Divisão Fringe                                |            |            |            |            |            |
| Seth Gabel     | Lincoln Lee       | Agente do FBI / agente da Divisão Fringe                                |            |            |            |            |            |
| Leonard Nimoy  | William Bell      | Fundador e CEO da Massive Dynamic                                       |            |            |            |            |            |

Divisão Fringe
- Olivia Dunham (Anna Torv) – uma jovem agente do FBI designada para investigar uma série de fenômenos sem explicação aparente
- Peter Bishop (Joshua Jackson) – um rapaz com um QI de 190, 50 pontos acima de gênio. É filho do Dr. Walter Bishop, com quem tem sérios problemas de relacionamento devido a uma infância conturbada por culpa do pai. Cético e, de vez em quando, cínico, é indispensável para a equipe por ser um "tradutor" das teorias de Walter
- Dr. Walter Bishop (John Noble) – um renomado cientista (com um QI de 196) que trabalhou para o governo americano nos anos 1970, sendo responsável por experiências com a Ciência de Borda (Fringe science)
- Phillip Broyles (Lance Reddick) – um agente do Departamento de Segurança Interna (DHS) que lidera as investigações da Divisão Fringe
- Astrid Farnsworth (Jasika Nicole) – é uma agente júnior do FBI que foi designada para a Divisão Fringe para auxiliar a agente Olivia Dunham e que também auxilia o Dr. Walter Bishop em seu laboratório e age como sua "tutora" nos momentos de ausência de Peter Bishop
- Lincoln Lee (Seth Gabel) – após a morte de seu parceiro ele passa a trabalhar junto a Divisão Fringe querendo achar o responsável pela morte do mesmo

FBI (Federal Bureau Investigation)
- Charlie Francis (Kirk Acevedo) – um agente do FBI que está ajudando Olívia nos seus casos. É como um irmão para Olívia
- John Scott (Mark Valley) – um agente do FBI que tem um romance escondido com Olívia Dunham, mas que na realidade descobre-se que ele trabalhava como agente duplo

Massive Dynamic
- Nina Sharp (Blair Brown) – trabalha há 16 anos na Massive Dynamic e é COO da empresa. Tem um grande respeito e admiração pelo seu fundador, William Bell, por ele tê-la salvo após um acidente e, também, ter criado um braço robótico para ela
- William Bell (Leonard Nimoy) – membro do laboratório original do Dr. Walter Bishop e fundador e CEO da Massive Dynamic

## Audiência
Audiência média por temporada nos Estados Unidos.
| Temporada | Horário de exibição                                  | Começo da temporada    | Final da temporada    | Época     | Ranking | Audiência (em milhões) |
| --------- | ---------------------------------------------------- | ---------------------- | --------------------- | --------- | ------- | ---------------------- |
| 1         | Terça, 21:00                                         | 9 de setembro de 2008  | 12 de maio de 2009    | 2008–2009 | 41.º    | 10,02                  |
| 2         | Quinta, 21:00 Segunda, 21:00 (1 episódio: Unearthed) | 17 de setembro de 2009 | 20 de maio de 2010    | 2009–2010 | 79.º    | 6,25                   |
| 3         | Quinta, 21:00 (2010) Sexta, 21:00 (2011)             | 23 de setembro de 2010 | 6 de maio de 2011     | 2010–2011 | 99.º    | 5,83                   |
| 4         | Sexta-feira, 21:00                                   | 23 de setembro de 2011 | 11 de maio de 2012    | 2011–2012 | 140.º   | 4,22                   |
| 5         | Sexta-feira, 21:00                                   | 28 de setembro de 2012 | 18 de janeiro de 2013 | 2012–2013 | 111.º   | 4,27                   |

### Recepção
O episódio piloto da série foi visto por 9,13 milhões de pessoas. O segundo episódio teve uma melhora de audiência, com quase 14 milhões de pessoas assistindo. Em outubro de 2008, Fringe era o primeiro colocado em audiências de novas séries.
A série foi bem recebida pela crítica. Travis Fickett, da IGN deu uma nota de 7,6 de 10, dizendo que o piloto da série era "sombrio e que prometia ser uma série muito boa". Apesar de Tim Goodman, do San Francisco Chronicle, destacar que a série era "ilimitadamente ambiciosa", Misha Davenport do Chicago Sun-Times chamou-a de uma "evolução de Arquivo X com a adição de terrorismo e do Departamento de Segurança Interna."
A partir do episódio "Safe", Fringe se tornou criticamente aclamada, devido à introdução da mitologia da série e da premissa de se tornar "a nova Lost de J. J. Abrams". A reviravolta na história da segunda metade da primeira temporada também atraiu mais espectadores, chegando à marca de 12 milhões no episódio "The Tranformation". A season finale da primeira temporada gerou polêmica, devido à cena em que Olivia está no Universo Paralelo, mostrando que as Torres Gêmeas ainda estão de pé no "outro lado".
A segunda temporada foi criticada pela grande quantidade de episódios "Monstro-da-semana", ou seja, episódios não conectados à mitologia. Os episódios mitológicos, porém, foram extremamente aclamados: O site IGN deu nota 10 para o episódio "Peter", considerado pelos fãs e pela crítica o melhor da série. A season finale dupla "Over There" também foi extremamente bem recebida, devido às revelações e à viagem ao Universo Paralelo. Mesmo sendo melhor recebida criticamente do que a primeira temporada, a segunda temporada sofreu com baixas audiências, devido ao novo horário — quintas, às 21:00 — no qual concorria com Grey's Anatomy e CSI: Crime Scene Investigation, grandes sucessos da TV americana.

### DVD
| Box                                          | Região 1 (Estados Unidos) | Região 2 (Reino Unido, Portugal) | Região 4 (Austrália, Brasil) | Extras |
| -------------------------------------------- | ------------------------- | -------------------------------- | ---------------------------- | ------ |
| A primeira temporada completa (20 episódios) | 8 de setembro de 2009     | 28 de setembro de 2009           | 22 de outubro de 2009        |        |
| A segunda temporada completa (23 episódios)  | 14 de setembro de 2010    | 27 de setembro de 2010           | 27 de outubro de 2010        |        |
| A terceira temporada completa (22 episódios) | 6 de setembro de 2011     | 26 de setembro de 2011           | 26 de outubro de 2011        |        |

## Prêmios
Anna Torv ganhou o prêmio de "Melhor Atriz" no Saturn Award, em 2010 e 2011.
A série ganhou o People's Choice Awards na categoria "Série de Sci-fi/Fantasia Favorita", em 2011.
John Noble ganhou o Critics' Choice Television Award na categoria "Melhor Ator Coadjuvante em Série de Drama", em 2011.
A série ganhou o Saturn Award na categoria "Melhor Série de TV Aberta", em 2011.
John Noble ganhou o prêmio de "Melhor Ator Coadjuvante" no Saturn Award, em 2011.